# Hertha Sauer

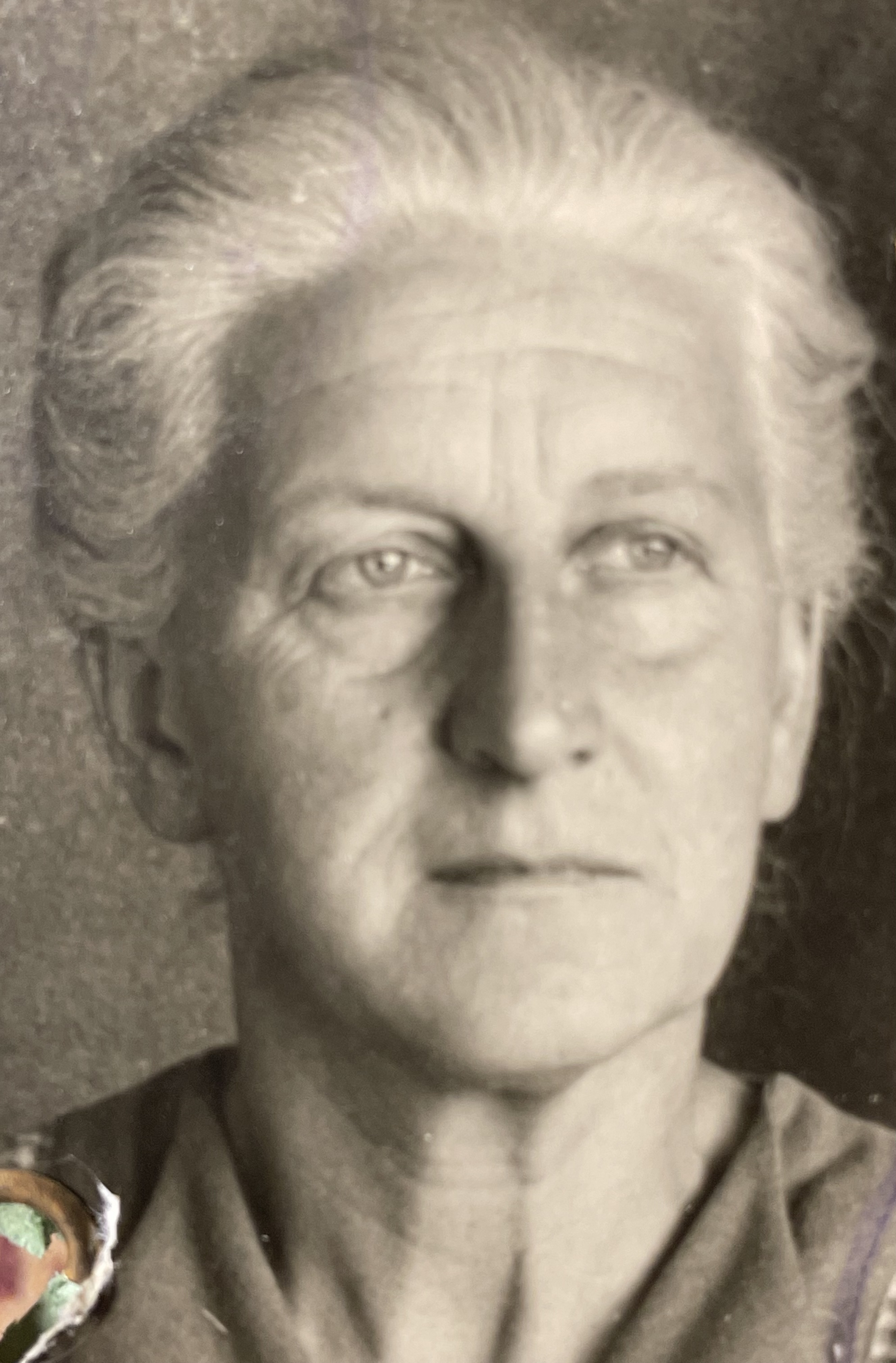

Hertha Konstanze Anna Sauer (* 15. Dezember 1896 in Gießen; † 3. Dezember 1974 in Uelsby/Kreis Schleswig-Flensburg) war eine deutsche Klassische Archäologin.

## Leben
Hertha Sauer war die Tochter des Klassischen Archäologen Bruno Sauer (1861–1919) und seiner Ehefrau Amelie, geb. Engels, einer Schwägerin des Archäologen Paul Wolters. Am 10. Februar 1897 wurde Hertha Sauer in der Johannisgemeinde zu Gießen getauft. Sie besuchte zunächst bis zur Berufung ihres Vaters an die Universität Kiel 1909 das Gymnasium in Gießen, dann die höhere Mädchenschule in Kiel. Am 31. März 1912 wurde sie in der evangelisch-lutherischen St. Ansgar-Kirche zu Kiel von Pastor Jansen konfirmiert. 1913 kehrte sie an das Gymnasium in Gießen zurück, wo sie 1915 die Reifeprüfung ablegte. Sie studierte anschließend Klassische Philologie und Klassische Archäologie, zunächst drei Semester in Kiel, dann zwei in München, nach einer Unterbrechung dann in Leipzig, wo sie 1923 promoviert wurde. Der Druck der Dissertation erfolgte erst 1930. Von 1941 bis 1952 war sie wissenschaftliche Hilfskraft am Archäologischen Institut der Universität Kiel, wo sie von 1943 bis 1946 auch einen Lehrauftrag für griechische Sprachkurse hatte.
Sauer schrieb Artikel für Paulys Realencyclopädie der classischen Altertumswissenschaft und den Kleinen Pauly.

## Veröffentlichungen
- Die archaischen etruskischen Terracottasarkophage aus Caere. Möller, Rendsburg 1930 (Dissertation, mit Lebenslauf).
- Ein etruskisches Infundibulum in Kopenhagen. In: Archäologischer Anzeiger 1937, Sp. 285–308.
- Paludamentum. In: Paulys Realencyclopädie der classischen Altertumswissenschaft (RE). Band XVIII,3, Stuttgart 1949, Sp. 281–286 (Digitalisat).
- Die kapitolinische Trias. Zu einem Relief in der Sammlung des archäologischen Instituts in Kiel. In: Archäologischer Anzeiger 1950/51, Sp. 73–89.
- Pithos. In: Paulys Realencyclopädie der classischen Altertumswissenschaft (RE). Supplementband IX, Stuttgart 1962, Sp. 828–842.
- Ein verschollenes Relief mit Athenageburt. Zum Problem der Mittelgruppe des Parthenon-Ostgiebels. In: Archäologischer Anzeiger 1963, Sp. 94–104.
- Das Motiv nachalexandrinischer Köpfe mit Elefanten-Exuvie. In: Festschrift Eugen v. Mercklin. Stiftland-Verlag, Waldsassen 1964, S. 152–160.
- Rezension von: Luisa Banti: Die Welt der Etrusker. In: Göttingische Gelehrte Anzeigen  217, 1965, S. 82–94.
- Hades. In: Der Kleine Pauly (KlP). Band 2, Stuttgart 1967, Sp. 903–905.